# Strand Military Cemetery
Strand Military Cemetery is een Britse militaire begraafplaats met gesneuvelden uit de Eerste Wereldoorlog, gelegen in het Belgische dorp Ploegsteert. De begraafplaats ligt net ten noorden van het dorpscentrum langs de weg naar Mesen (N365), aan de zuidrand van het Ploegsteertbos. Ze werd ontworpen door Charles Holden en William Cowlishaw en wordt onderhouden door de Commonwealth War Graves Commission. Het terrein heeft een T-vormig grondplan en heeft een oppervlakte van ongeveer 4.562 m². Het Cross of Sacrifice staat centraal vooraan aan straatkant; de Stone of Remembrance staat rechts op het achterste gedeelte.
Er worden 1.159 doden herdacht, waarvan er 354 niet geïdentificeerd konden worden.

## Geschiedenis

### Eerste Wereldoorlog
De begraafplaats ligt net ten zuiden van het Ploegsteertbos. Na gevechten aan het begin van de oorlog lag de begraafplaats in Brits veroverd gebied en het bleef er gedurende de oorlog relatief rustig. Vanaf de weg naar Mesen liep naar het bos een lange loopgraaf, die door de Britten The Strand werd genoemd. Dicht bij een vooruitgeschoven verbandpost waren in oktober 1914 al twee gesneuvelden begraven. Er vonden geen bijzettingen meer plaats tot april 1917, toen de begraafplaats verder werd uitgebreid. Bij het Duits lenteoffensief in het voorjaar van 1918 was de begraafplaats even in Duitse handen. Na de oorlog werden nog gesneuvelden bijgezet die afkomstig waren uit de omliggende slagvelden en kleinere begraafplaatsen uit het gebied tussen Armentières en Wijtschate. Er werden gesneuvelden overgebracht uit de ontruimde begraafplaatsen Epinette Road Cemetery in Houplines, Le Bizet Convent Military Cemetery in Le Bizet, Nachtegaal No.1 German Cemetery in Merkem, Touquet-Berthe German Cemetery in Ploegsteert en La Basse-Ville German Cemetery, Ploegsteert Wood New Cemetery, Prowse Point Lower Cemetery en Warneton Churchyard in Waasten. 
Zes doden worden herdacht met Special Memorials omdat hun graven niet meer gelokaliseerd konden worden en men aanneemt dat ze zich onder de naamloze graven bevinden. Elf andere slachtoffers worden herdacht met een Duhallow Block omdat hun oorspronkelijke graven in een andere begraafplaats door granaatvuur vernietigd werden. Nog 3 slachtoffers hebben elk een Special Memorial waarop hun oorspronkelijke begraafplaats gegraveerd staat.

### Tweede Wereldoorlog
Tijdens de Tweede Wereldoorlog werden er nog acht slachtoffers (van wie er drie niet meer geïdentificeerd konden worden) begraven. Zij waren leden van British Expeditionary Force en sneuvelden tijdens de geallieerde terugtocht naar Duinkerke in juni 1940.

### Graven

#### Onderscheiden militairen
- John Savage, soldaat bij de Sherwood Foresters (Notts and Derby Regiment) ontving de Distinguished Conduct Medal (DCM).
- sergeant C.J. Nix, de korporaals G. Goose, Leonard Lionel Grifen en Richard Myers en de schutter James Somerville ontvingen de Military Medal (MM).

#### Minderjarige militairen
- pionier Daniel White en soldaat Thomas Albert Morgan, beiden van de Canadian Infantry waren 16 jaar toen ze sneuvelden.
- kanonnier William Fredrick, schutter A.E. Collins en soldaat Hector Pretoria Hindmarsh waren 17 jaar toen ze sneuvelden.

#### Aliassen
- korporaal Thomas Andrew Ahearne diende onder het alias Albert Shaw bij de Australian Infantry, A.I.F..
- soldaat Francis Daly diende onder het alias Francis O'Donnell bij de Royal Dublin Fusiliers

Er liggen nu 746 Britten, 26 Canadezen, 289 Australiërs, 89 Nieuw-Zeelanders, 1 Zuid-Afrikaan en 8 Duitsers herdacht begraven.